# Milušinac
Milušinac (cyr. Милушинац) – wieś w Serbii, w okręgu zajeczarskim, w gminie Sokobanja. W 2011 roku liczyła 314 mieszkańców.